# Northern Ontario Natural Gas
Le Northern Ontario Natural Gas (NONG) est une ancienne compagnie de gaz naturel opérant durant les années 1950 et 1960 et qui fut à la source d'un scandale boursier impliquant le juge Leo Landreville (en) de la Cour suprême de l'Ontario (en), trois maires de villes du centre de l'Ontario et trois ministres du cabinet du premier ministre Leslie Frost.
Dirigée par Ralph K. Farris et Gordon Kelly McLean, la compagnie voulait obtenir l'approvisionnement de plusieurs grandes villes du Nord de l'Ontario avec le gazoduc TransCanada. La compagnie a entre autres obtenu l'approvisionnement des opérations d'Inco à Sudbury.
La compagnie a offert à Landreville, alors maire de Sudbury, une option de 10 000 actions à 2,50$ avant que la ville n'accepte d'octroyer le contrat à NONG. Après l'entente, les actions valaient dorénavant chacune 13$. Farris acheta 10 000 actions à 2,50$, en revendit 2 500 au nouveau prix pour rembourser la compagnie et offrit le reste à Landreville. Ce dernier les revendit plus tard et empocha 117 000$.
Le scandale fut débattu en chambre par le chef du Co-operative Commonwealth Federation Donald C. MacDonald, ce qui provoqua la démission des ministres Philip Kelly (en), William Griesinger (en) et Clare Mapledoram (en).
Bien que Landreville soit acquitté des charges retenues contre lui, il dut tout de même démissionner de la cour suprême de l'Ontario puisqu'il n'y avait plus l'autorité morale attendue pour un juge.

## Référence
- (en) Cet article est partiellement ou en totalité issu de l’article de Wikipédia en anglais intitulé « Northern Ontario Natural Gas » (voir la liste des auteurs).